# Antonio Cece
Antonio Cece (Saviano, 1907 – Roma, 1971) è stato un compositore e direttore d'orchestra italiano.
Fu uno dei grandi musicisti della musica napoletana dello scorso secolo e fratello di Alfredo Cece.

## Biografia
Apprese le prime nozioni musicali da suo padre Pietro. Continuò i suoi studi al Conservatorio di S. Pietro a Maiella di Napoli, diplomandosi in Tromba, Composizione, Pianoforte e Canto; frequentò i corsi dell'Accademia Chigiana di Siena per diventare direttore d'orchestra.
Fu titolare della cattedra di Armonia e Contrappunto al Conservatorio di S. Cecilia di Roma, dopo aver insegnato al conservatorio di Palermo e Napoli.
La sua prima affermazione internazionale si deve alla Iª esecuzione della “ Passacaglia per Orchestra”, che il M° Dimitri Mitropoulos diresse in America, scrivendo di lui lusinghiere parole di presentazione nel programma illustrativo. In seguito fu uno dei pochissimi musicisti napoletani invitati al Festival di Musica Internazionale di Venezia, presentando in prima esecuzione assoluta il “Concerto n. 2 per Orchestra” (Archi – Ottoni – Pianoforte) con Armando Renzi diretto da Paul Klecki al Teatro La Fenice.
Fra la sua produzione, oltre varia musica (Partita per 15 strumenti- Concerto Campestre, ecc…) che l'autore considerava come esperienza formativa, ricordiamo: “Quintetto per fiati”; “Passacaglia per Orchestra”; “Notturno per archi”; “Trio per Violino Viola e Pianoforte”; “Sonata per V.Cello e Pianof.” ; “Quartetto per archi”; “Tre Concerti per Orchestra” (con organico strumentale differente); “Due Sinfonie in 4 tempi”; due “Suite per archi” ; “Due Sinfonie per archi”.
La sua produzione ha avuto significative esecuzioni in Italia (Accademia di S.Cecilia – teatro Adriano Venezia – Napoli “Scarlatti, S. Carlo – Palermo - Torino - Firenze), ed all'estero: U.S. America, B.B.C. di Londra, Filarmonica di Varsavia, Filarmonica di Atene, Filarmonica di Budapest, Accademia di Hannover, Svizzera; diretta spesso da Maestri di grande fama quali il già citato Mitropoulos, Cleiky, Herbert Albert, Caracciolo, Haug, Ferrara, Rossi, Sonzogno, ecc.
La quasi totalità della sua produzione è edita dalla Casa editrice Ricordi e Forlivesi Firenze.
Il “I Concerto” (per orchestra da Camera) è il primo della serie di 6 Concerti di cui 3 già portati a termine.
Il Concerto è inteso dal Cece non solisticamente, ma come un unico respiro orchestrale, dove far confluire tutti i colori, espressioni e vita dei vari strumenti.
Con la sua scomparsa prematura, il ciclo dei Concerti non è stato portato a termine, ed inoltre ci sono rimasti decine di progetti compiuti e non inediti.

## Concorsi di composizioni
- Concorso Nazionale per una Composizione Sinfonica bandito dalla società Napoletana per Concerti Orchestrali, vinto con la sinfonista in 4 tempi
- Primo premio per la composizione di un quartetto per Archi. Concorso Nazionale bandito dall'Accademia Napoletana
- Primo premio per una composizione di musica da camera, bandito dalla “Compagnia degli Illusi” (Associazione Napoletana d'Arte)
- Primo premio al “Concorso Referendum” bandito dalla Camerata Napoletana- La composizione premiata (canto marinaresco per Violino e Pianoforte) fu stampata dalla Casa Editrice “Forlivesi- Firenze” e porta sulla copertina la dicitura “ Composizione prescelta e riuscita vincitrice al I Concorso “ Referendum della Camerata Napoletana”
- Fu fra i quattro premiati al Concorso Nazionale per una composizione Sinfonica bandito dalla Mostra Triennale di Oltremare

## Composizioni
- 50 Temi per lo studio della composizione (ediz. Curci) (Romanze, Notturni, Melodie, Arie di danze) (Solfeggi 1 e 2 voci, con pianof.)
- Sonate per violino e Pianoforte- Violoncello e Pianoforte- Quartetti – Temi (per variazioni). Il Cece fu invitato a partecipare al XIII Festival di Musica Internazionale di Venezia e vi prese parte presentandovi in 1ª esecuzione assoluta il "Secondo Concerto per Orchestra" (Archi- Ottoni – Pianoforte) edito dalla “ "Casa Ricordi"
- Passacaglia per Orchestra, 1ª esecuzione Filarmonica di Minneapolis (U.S.A.) Direttore D.Mitropoulos; in seguito è stata eseguita alla filarmonica di Warsavia, al Teatro S.Carlo, Radio Roma, Radio Atene e Teatro Orfeo Atene ecc
- Concerto per Orchestra da Camera, 1º Concerto –Archi 5 fiati e pianoforte.1ª esecuzione Radio Roma, Direttore l'Autore. In seguito è stato eseguito alla “Scarlatti”, alla radio Losanna (Svizzera) Direttore Hans Haug e B.B.C di Londra
- Terzo Concerto per Orchestra – Archi –Timpani e Pianoforte- fu eseguito a Roma al Teatro Adriano- Concerti Accademia S.Cecilia, alla Radio di Torino ecc.
- Canto Marinaresco – per Viol. e Pianof. – 1ª esecuzione Camerata Musicale Napoletana
- Tre liriche per voce di Soprano e Pianoforte – Eseguite alla Rai Accademia (Ed. Forlivesi- Firenze) Napoletana, Radio Egiziana ecc.
- Trio per Viol. V.Cello e Pianof.- 1ª esecuzione “Sala degli Artisti” Napoli Seconda Mostra Regionale del Sindacato Musicisti. In seguito fu eseguito alla Sala “Sgambati di Roma” ecc.
- Quintetto per strumenti a fiato – 1ª esecuzione Conservatorio Napoli
- Quartetto per archi - 1ª esecuzione Conservatorio Napoli
- Sonata per Violoncello e Pianof. – 1ª esecuzione: Conservatorio di Napoli, Mostra del Sindacato Musicisti. In seguito fu eseguita a Palermo, Conservatorio ed a Napoli Associazione Scarlatti
- Prima Sinfonia in 4 tempi 1ª esecuzione Ass. A.Scarlatti- Napoli, Direttore M.Rossi
- Prima Suite per Orchestra – 1ª esecuzione: A.Scarlatti, Direttore Herbert Albert. In seguito è stata eseguita alla Radio della Svizzera Italiana d Monteceneri, Firenze, ecc.
- Seconda Suite per Orchestra, premiata alla Mostra Triennale d'Oltremare, Concorso Nazionale per una composizione Sinfonica; (Inedita, mai eseguita)
- Partita per Orchestra da Camera e Pianof. Concertante inedita (mai eseguita)
- Cimarosa – Cecli: Elaborazione e Cadenza al Concerto per 2 flauti ed orchestra (ediz. Ricordi)
- Tre liriche per voci ed 11 strumenti.

## Attività direttoriale
- Accademia di Santa Cecilia di Roma – Frequentò il corso di perfezionamento di Direzione d'Orchestra tenuto dal Maestro Bernardino Molinari
- Accademia Chigiana di Siena – Frequenza del Corso di Direzione di Orchestra tenuto dal M° Alfredo Casella (tre Concerti diretti e chiusura del corso)
- Radio Roma – Diresse vari concerti sinfonici presentando in prima esecuzione assoluta propria musica
- Teatro San Carlo di Napoli – Ha diretto un Concerto Sinfonico
- Conservatorio di San Pietro a Maiella – Vi ha diretto un Concerto Sinfonico organizzato per conto della R.A.I.
- Siena, Sala Micat in vertice – Partecipò a tre Concerti Sinfonici a chiusura del Corso di Direzione d'Orchestra
- Capri, Chiostro della Certosa – Concerto Sinfonico “Ass. Artistica di Capri”